# 本诺·芒努松
本诺·芒努松（瑞典語：Benno Magnusson，1953年2月4日—），生于门斯特罗斯市镇，瑞典男子足球运动员，司职前锋。他曾代表瑞典国家队参加1974年国际足联世界杯，结果队伍止步第二轮。